# Manuel Correia de Andrade
Manuel Correia de Oliveira Andrade (Vicência, 3 de agosto de 1922 — Recife, 22 de junho de 2007) foi um escritor, historiador, geógrafo, advogado e professor brasileiro.
Um dos principais pensadores das ciências humanas do Brasil, Manuel foi Professor Emérito da Universidade Federal de Pernambuco e autor de vários livros de referência, principalmente na área de geografia.

## Biografia
Manuel nasceu no Engenho Jundiá, em Vicência, cidade da zona da mata norte do estado de Pernambuco, em 1922. Era filho de Joaquim Correia Xavier de Andrade e de Zulmira Oliveira de Andrade. Na época, o engenho fazia parte do distrito de Nazaré da Mata. Apenas em 1929 o município foi criado. O engenho fora comprado por seu avô, em 1879, de quem herdou o nome, e com sua morte passou para seu único filho, Joaquim. Manuel tinha ainda mais oito irmãos.
Aprendeu as primeiras letras ainda no engenho, com os irmãos e só depois foi estudar o antigo ensino primário em Vicência. Manuel cresceu em meio aos processo do engenho produtor de açúcar, em meio à família e aos funcionários. A estrutura hierarquizada da produção e da administração ficaram na mente de Manuel e acabaram por influenciar muitos de seus estudos.
Depois de concluir o curso primário em escola pública, em Vicência, Manuel foi morar em Recife, em 1933, tendo cursado o Secundário no Liceu Pernambucano. Lá permaneceu até o ano de 1939, momento em que realizou o exame de Admissão ao Ginásio e, mais tarde, o primeiro ano do Pré-Jurídico. O segundo ano do Pré-Jurídico foi cursado no Instituto Carneiro Leão.
O gosto pela leitura surgiu logo cedo, hábito que começou a cultuar desde menino, no engenho, sob a influência de seu pai que era advogado. Em
1939, escreveu seu primeiro livro, A Guerra da Etiópia, que não foi publicado, tendo os originais sido destruídos pela enchente que ocorreu no Recife, em 1966.

## Faculdade
O interesse pelas Ciências Sociais surgiu quando ainda era estudante secundarista e precisou decidir que curso superior faria. Uma grande influência para a escolha do curso veio das leituras que fez, aos 14 anos, dos livros do sociólogo Gilberto Freyre, ao ganhar do pai um exemplar de Casa Grande & Senzala, lançado em 1933. Existiam poucas bibliotecas no Recife com conteúdo de Ciências Humanas, então Manuel frequentava a biblioteca da Faculdade de Direito e começou a montar a própria biblioteca, comprando os primeiros livros da Coleção Brasiliana.
O desejo de cursar Ciências Sociais não pode ser concretizado no começo. Um curso de formação só seria criado no Recife em 1939 na Faculdade de Filosofia, a chamada Faculdade de Filosofia do Recife (FAFIRE). Ainda assim Manuel não pode se matricular, já que o curso era oferecido apenas para mulheres. Desta forma, ele escolheu o curso de Direito, o mais próximo das Ciências Sociais na época.
Manuel cursou direito de 1941 a 1945, quando obteve o grau de Bacharel em Direito. Em meio a seus estudos jurídicos, ele pode desenvolver seu senso crítico e dar início à sua vida política e estudantil, lutando por causas nacionais. Atuou no Diretório Acadêmico como representante da sua turma e em duas ocasiões esteve junto com Gilberto Freyre, na luta política contra o Estado Novo, em favor da redemocratização, que o levou à prisão e, ao seu indiciamento pelo Tribunal de Segurança Nacional.
Durante a Segunda Guerra Mundial, participou de manifestações a favor dos Aliados, militou por algum tempo no Partido Comunista do Brasil e, depois, na Esquerda Democrática, Ala da União Democrática Nacional, liderada por Gilberto Freyre. Foi na faculdade de direito que Manuel conheceu Maria de Lourdes de Sales Menezes, colega de classe, com quem se casou e teve cinco filhos. Lourdes foi de grande importância em sua vida profissional, pois além de militar ao seu lado no movimento estudantil, ela também era responsável pela leitura e correção de seus manuscritos.
Em 1945, Manuel começou a escrever para jornais e revistas universitárias, sobre temas como a questão regional; o problema da estrutura fundiária do país e a necessidade de uma política agrária; as desigualdades sociais existentes; o problema ambiental; as revoluções libertárias, além de outros assuntos de seu interesse.
Em 1943, foi criada a Faculdade de Filosofia, Ciências e Letras Manuel da Nóbrega, pelos jesuítas, funcionando no Colégio Nóbrega, a atual
Universidade Católica de Pernambuco. Lá Manuel pode cursar a licenciatura em Geografia e História que, na época, era um curso só. As duas formaturas ocorreram no final de 1945.
| “ | Eu fiz parte da primeira turma do curso de Geografia e História. Formei-me nos dois cursos no mesmo ano [...]. Naquele tempo, o curso de Geografia e História era feito em quatro anos: três de Bacharelado e depois um ano de Didática, que habilitava para lecionar no ensino médio. | ” |

Decidido a seguir pela geografia e pela história, Manuel foi até o engenho em Vicência para comunicar ao pai sua decisão de largar a advocacia. Seu pai ficou perplexo e disse que ele nunca conseguiria sustentar mulher e filhos trabalhando com isso. Ofendido com a resposta do pai, Manuel disse que não precisaria de sua ajuda. O mal-estar entre pai e filho só foi resolvido por interferência de sua mãe.
Realizou cursos de pós-graduação em universidades do Brasil e de Paris, tendo também estudado na Itália, Bélgica, Grécia e Israel.

## Magistério
Ensinou  Geografia do Brasil e História em vários colégios recifenses,  bem como Geografia Física na Faculdade de Filosofia do Recife e Geografia Econômica na Universidade Federal de Pernambuco, onde era professor desde 1952 (aposentou-se oficialmente em 1985, mas se manteve sempre atuante como docente e pesquisador) e foi o responsável pela criação do Mestrado em Geografia na UFPE, no final da década de 1970, do qual foi ainda coordenador, chegando a exercer, ainda, a chefia do Departamento de Geografia e a coordenação do Mestrado em Economia na mesma instituição. Nos últimos anos de sua vida, respondia, como coordenador, pela cátedra Gilberto Freyre, ligada ao departamento de sociologia da UFPE, sendo idealizador do evento anual "Redescobrindo o Brasil".

## Pesquisa
Além das pesquisas desenvolvidas na Universidade Federal de Pernambuco, era integrante do quadro de pesquisadores da Fundação Joaquim Nabuco, sendo um dos mais respeitados estudiosos da realidade nordestina. Ali dirigiu o Centro de Estudos de História Brasileira Rodrigo Mello Franco de Andrade.
Acrescente-se ser membro do Conselho Científico do International Council for Research in Cooperative Development, na Suíça.

## Títulos e honrarias
Entre os vários títulos que recebeu, destacam-se os de Doutor Honoris Causa, por parte de três Universidades Federais: Rio Grande do Norte, Alagoas e Sergipe, e pela Universidade Católica de Pernambuco; além de Professor Emérito da Universidade Federal de Pernambuco, em 1989.

## Academia
Eleito em 22 de abril de 2002 para a cadeira 37 da Academia Pernambucana de Letras, dela tomou posse no dia 23 de maio do mesmo ano, sucedendo ao fundador da cadeira, José Antônio Gonçalves de Melo.

## Política
Por sua atuação política, foi preso em duas ocasiões:
- a primeira, em 1944, quando é processado pelo Tribunal de Segurança Nacional, sendo anistiado no ano seguinte por um decreto do presidente Getúlio Vargas;
- a segunda, em 1964, quando participou do Governo Miguel Arraes em Pernambuco.

## Publicações
Publicou mais de 100 títulos de livros, muitos deles didáticos, adotados nos vários colégios do Brasil, além de inúmeros artigos em jornais pernambucanos (Diario de Pernambuco e Jornal do Commercio).
Entre eles destacam-se:
- A pecuária no agreste pernambucano. Recife, 1961
- O Distrito Industrial e suas condições climáticas. Recife, 1962
- A terra e o homem no Nordeste. São Paulo, 1963
- A guerra dos cabanos. Rio de Janeiro, 1965
- Espaço, polarização e desenvolvimento: a teoria dos pólos de desenvolvimento e a realidade nordestina. Recife, 1967
- Nordeste, espaço e tempo. Petrópolis, 1970
- Movimentos nativistas em Pernambuco: Setembrizada e Novembrada. Recife, 1971
- Aceleração e freios do desenvolvimento brasileiro. Petrópolis, 1973
- O processo de ocupação do espaço regional do Nordeste. Recife, 1975
- Os trinta anos do Brasil. Recife, 1976
- O planejamento regional e o problema agrário no Brasil. São Paulo, 1976
- O processo de ocupação do espaço pernambucano. Recife, 1976
- Agricultura & capitalismo. São Paulo, 1979
- Latifúndio e reforma agrária no Brasil. Rio de Janeiro, 1980
- 1930: a atualidade da Revolução. São Paulo, 1980
- Capital, Estado e industrialização do Nordeste. Rio de Janeiro, 1981
- Nordeste: a reforma agrária ainda é necessária?. Recife, 1981
- As alternativas do Nordeste. Recife, 1983
- Projeto, avaliação e diagnóstico da Geografia no Brasil. Brasília, 1983
- Poder político e produção do espaço. Recife, 1984
- Classes sociais e agricultura no Nordeste. Recife, 1985
- Abolição e reforma agrária. São Paulo, 1987
- Geografia, ciência da sociedade: uma introdução à análise do pensamento geográfico. São Paulo, 1987
- O Nordeste e a Nova República. Recife, 1987
- O homem e a cana-de-açúcar no vale do Siriji. Recife, 1987
- Imperialismo e fragmentação do espaço. São Paulo, 1988
- A Revolução de 30: da República Velha ao Estado Novo. Porto Alegre, 1988
- O Brasil e a África. São Paulo, 1989
- Caminhos e descaminhos da Geografia. Campinas, 1989
- A Itália no Nordeste: contribuição italiana ao Nordeste do Brasil. Recife, 1992
- Uma geografia para o século XXI. Recife, 1993
- O desafio ecológico: utopia e realidade. São Paulo, 1994
- A questão do território no Brasil. Recife, 1995
- Formação territorial e econômica do Brasil. Recife, 2003
- A Terra e o Homem no Nordeste: contribuição ao estudo da questão agrária no nordeste. Recife, 2005